# Catephia
Catephia är ett släkte av fjärilar. Catephia ingår i familjen nattflyn.

## Bildgalleri

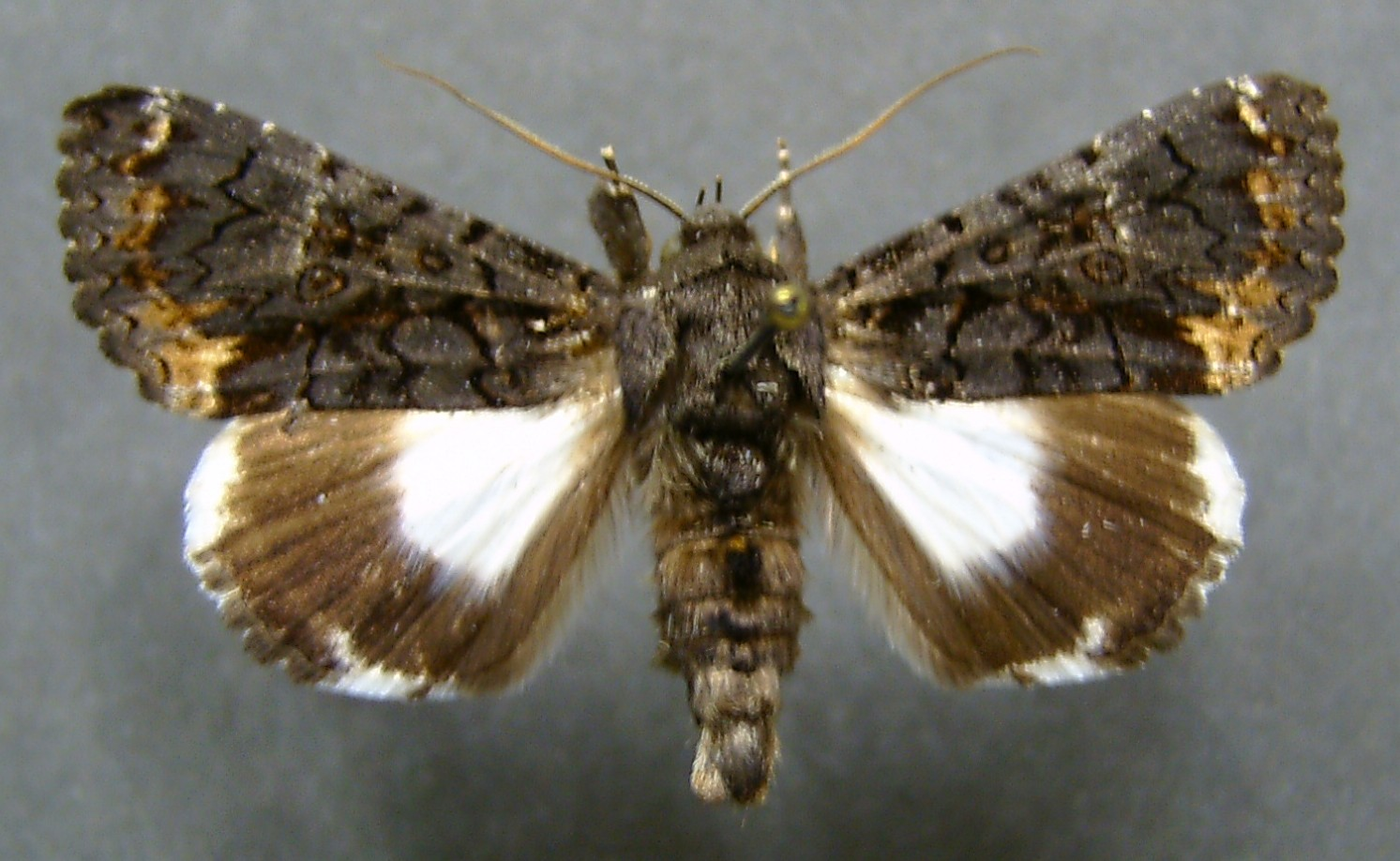

## Dottertaxa tillCatephia, i alfabetisk ordning[1]
- Catephia abrostolica
- Catephia albirena
- Catephia albomacula
- Catephia alchymista
- Catephia arctipennis
- Catephia berrettae
- Catephia cana
- Catephia canescens
- Catephia compsotrephes
- Catephia corticea
- Catephia cryptodisca
- Catephia dentifera
- Catephia diffusa
- Catephia diphteroides
- Catephia diplogramma
- Catephia dipterygia
- Catephia discistriga
- Catephia discophora
- Catephia dulcistriga
- Catephia endoplaga
- Catephia eurymelas
- Catephia flavescens
- Catephia holophaea
- Catephia inconclusa
- Catephia iridocosma
- Catephia javensis
- Catephia leucomelas
- Catephia lobata
- Catephia longinquua
- Catephia melanica
- Catephia melas
- Catephia mesonephele
- Catephia metaleuca
- Catephia microcelis
- Catephia minor
- Catephia molybdocrosis
- Catephia mosara
- Catephia nigrijuncta
- Catephia nigropicta
- Catephia obscura
- Catephia oligomelas
- Catephia pallididisca
- Catephia pauli
- Catephia perdicipennis
- Catephia pericyma
- Catephia personata
- Catephia philippinensis
- Catephia poliochroa
- Catephia privata
- Catephia pyramidalis
- Catephia sciachroa
- Catephia sciras
- Catephia scotaea
- Catephia scotosa
- Catephia scylla
- Catephia serapis
- Catephia sericea
- Catephia shisa
- Catephia sospita
- Catephia squamosa
- Catephia striata
- Catephia stygia
- Catephia susanae
- Catephia triphaenoides
- Catephia trispilosa
- Catephia uniformis
- Catephia varia
- Catephia virescens
- Catephia xanthophaes
- Catephia xylosis